# 「控訴暴力」集會
「控訴暴力」集會是在2019年香港逃犯條例修訂爭議中所衍生出的一次集會，由「撐警」市民發起，於2019年12月15日在香港金鐘添馬公園舉行，以支持香港警方在連場「反送中」運動示威衝突中的處理手法。

## 背景
逃犯條例修訂草案風波持續逾半年，有反對示威的市民曾受反修例示威者的暴力對待，集會發起人反對示威者暴力對待市民並支持警隊。

## 集會參加者
「控訴暴力」集會由「撐警」市民梁先生（Leo）發起（同時擔任集會司儀），一些親中派人士亦有出席。集會於12月15日下午1時至4時30分舉行，集會開始時，不少參與的市民手持國旗及區旗，令添馬公園變成「紅海」。

### 參加者
大部分參加者為中年人士；「華記茶餐廳」老闆楊官華、「大波 Man」石房有、「愛港之聲」召集人高達斌等亦有出席。

### 參加者人數
主辦單位未有公布參與集會人數，警方則指高峰人數為一萬一千二百人，明報及信報統計則分別有數千人及近千人。

## 集會經過
有市民穿上印有「我愛警察」字句的上衣，亦高舉「愛比暴力強」、「停止暴力」等反暴力的標語。
集會司儀兼發起人Leo多次提岀為警員加薪 50%，向立法會及區議會議員減薪 50%。他指警員加薪提議受阻礙，令人憤怒。邀請多名聲稱在各區示威行動中受戴著面具和口罩人士襲擊的市民分享心聲。曾於社區對話中要求特首林鄭月娥成立獨立調查委員會的市民Shirley，指自己事後被起底，憂慮人身安全，後前往內地遊玩，覺得當地很安全。她呼籲港人不應接受任何暴力。有參加者表示自己的店鋪被四度破壞也不怕，亦有參加者聲稱上月在尖沙咀協助清理磚頭時遇襲，結果頭部要縫五針。司儀大讚參與者連汽油彈也不怕，願意站岀來，勇敢可嘉。
大會亦邀請各界人士上台，例如屬於禁蒙面法推動組委員的藍老師，在中山有資產的她曾一度因被起底等事心灰想回到中國大陸生活，但最後堅持留港，呼籲集會人士留港消費。有自稱前檢察官王先生（Simon）指，已審理的暴動案件刑罰不夠，保釋金額也太低，市民應對法官表達不滿。楊抨擊，與撐警藝人割清關係的品牌，做法不當。他指不應因公司利益受損就向示威者「跪低」。他也呼籲，被假新聞誣衊過的人士可以向傳媒追究，如不夠錢控告或索償就可以向編輯和記者追討，造成寒蟬效應，「久而久之就無人做記者、做編輯」。
集會大部分參與者手持五星紅旗、香港特區區旗，有人舉起支持警察的標語和海報，也有人戴著香港好市民橙色臂章。集會開始前，有派發海報人士近距離拍攝立場新聞記者，表示傳媒應該多角度採訪，不應偏頗。
大會在集會結束前，帶領全場為中磚身亡的清潔工羅伯默哀一分鐘，亦向警察敬禮。司儀亦呼籲「明年五百萬人維園見」，但未有交代任何細節。
活動期間，有採訪的記者在拍攝警員時遭在場人士阻攔拍攝一名女記者曾跌倒在地上，警方上前阻隔雙方，其後兩名記者自行離開。活動期間，大會發起人Leo 點名詢問《香港01》記者是否在場，指自己較早前接受訪問，惟報道出街後發現其集會主題被扭曲為「五大訴求」，又批評傳媒失德有違專業，在場人士投以噓聲。《香港01》其後回應，自身報道從無描述該集會主題與「五大訴求」有關，只是指出同一日在中環愛丁堡廣場有社福界舉辦罷工造勢大會，當中包括「五大訴求」，有關指控全屬錯誤及斷章取義。

### 目的相似集會
- 「撐警隊、護法治、保安寧」民間聲援集會